# Ичпич
Ичпич (Ichpich) — руины небольшого города цивилизации майя. Находятся на полуострове Юкатан на территории мексиканского штата Кампече, примерно в 32 км от городка Шуль (Xul) и в 10 км к северо-востоку от руин Санта-Роса-Штампак (однако прямая дорога оттуда до Ичпича отсутствует).
Впервые Ичпич описал и сделал его фотографии Теоберт Малер, посетивший это место в марте 1887 года. Почти 100 лет спустя, в 1985 г., здесь была проведена небольшая реставрация. Современное описание памятника составил Джордж Эндрюс (George F. Andrews). Для туристов доступ к памятнику закрыт.